# 1920年シーズンのグリーンベイ・パッカーズ
1920年は、グリーンベイ・パッカーズのチーム創設2年目のシーズンであり、カーリー・ランボー・ヘッドコーチの2年目のシーズン。チームはウィスコンシン州の独立プロチームを相手に9勝1敗1分の成績でシーズンを終えた。

## シーズン結果
| 週                         | 日       | 相手                             | 結果 | 戦績  | 開催地                   | 備考 |
| -------------------------- | -------- | -------------------------------- | ---- | ----- | ------------------------ | ---- |
| 1                          | 9月26日  | シカゴ・ブースターズ             | 3–3  | 0-0–1 | ハーゲマイスター・パーク |      |
| 2                          | 10月3日  | カウカウナ・レジオン             | 56–0 | 1–0–1 | ハーゲマイスター・パーク |      |
| 3                          | 10月10日 | スタンボウ・マイナーズ           | 3–0  | 2–0–1 | ハーゲマイスター・パーク |      |
| 4                          | 10月17日 | マリネッテ・プロフェッショナルズ | 25–0 | 3–0–1 | ハーゲマイスター・パーク |      |
| 5                          | 10月24日 | デ・ペレ・プロズ                 | 62–0 | 4–0–1 | ハーゲマイスター・パーク |      |
| 6                          | 10月31日 | ベロイト・フェアリーズ           | 7–0  | 5–0–1 | ハーゲマイスター・パーク |      |
| 7                          | 11月7日  | ミルウォーキー・オールスターズ   | 9–0  | 6–0–1 | ハーゲマイスター・パーク |      |
| 8                          | 11月14日 | at ベロイト・フェアリーズ        | 3–14 | 6–1–1 | ウィスコンシン州ベロイト |      |
| 9                          | 11月21日 | メノミニー・プロフェッショナルズ | 19–7 | 7–1–1 | ハーゲマイスター・パーク |      |
| 10                         | 11月25日 | スタンボウ・マイナーズ           | 14–0 | 8–1–1 | ハーゲマイスター・パーク |      |
| 11                         | 11月28日 | ミルウォーキー・ラファム・AC     | 26–0 | 9–1–1 | ハーゲマイスター・パーク |      |
| 勝利 敗戦 at：敵地での対戦 |          |                                  |      |       |                          |      |